# Lǎo hú li
Lǎo hú li (em chinês: 老狐狸) é um filme de drama de 2023 dirigido por Hsiao Ya-chuan . O filme segue um jovem que faz amizade com seu senhorio, apelidado de Old Fox, e conta a história da sociedade em rápida mudança de Taiwan no final dos anos 1980. O elenco inclui Bai Run-yin, Liu Kuan-ting, Akio Chen, Mugi Kadowaki e Eugenie Liu . O filme é dedicado à mãe do diretor.
O filme estreou em 27 de outubro de 2023 no 36º Festival Internacional de Cinema de Tóquio. Foi lançado em Taiwan em 24 de novembro de 2023. No 60º Golden Horse Awards, o filme recebeu sete indicações e ganhou quatro prêmios principais: Melhor Diretor, Melhor Trilha Sonora Original, Melhor Maquiagem e Figurino e Melhor Ator Coadjuvante (para Akio Chen). O filme foi escolhido como a entrada taiwanesa para o Melhor Longa-Metragem Internacional no 97º Oscar, mas não foi indicado.

## Enredo
Em 1989, uma época em que a sociedade taiwanesa está passando por rápidas mudanças, Liao Tai-Lai é um pai solteiro que trabalha em um restaurante. Ele e seu filho de 11 anos, Liao Jie, o protagonista do filme, vivem juntos em uma casa alugada. Eles trabalham duro para economizar dinheiro na esperança de comprar uma casa própria. Embora socialmente desfavorecido, seu pai é um homem atencioso que se dedica a seus deveres e se esforça para ganhar a vida honestamente. Embora comprar uma casa seja o objetivo de seu pai, essa esperança cria uma força motriz mais forte em seu filho Liao Jie.
Um dia, por acaso, o garoto conhece seu senhorio, Boss Xie, também conhecido como "Old Fox". Um magnata de shopping inteligente e astuto, Boss Xie vê o reflexo de seu próprio passado no garoto. Ele ensina o garoto a se tornar um homem forte e como alavancar a desigualdade para ter sucesso. Um realista implacável, a abordagem de Boss Xie à vida começa a influenciar a mentalidade do garoto. Como Liao Jie, que sofre de frustração e bullying, deixará os comentários perspicazes de Old Fox afetarem seu estado de espírito e comportamento? Para o garoto, ele foi forçado a crescer muito mais rápido do que a maioria de seus colegas. A figura que ele admirava sempre foi seu pai trabalhador. Inesperadamente, a aparição de Boss Xie desafia seu pai.
O garoto enfrenta uma escolha entre pobreza e riqueza, entre os valores de honestidade e engano. Como um garoto que anseia por se tornar mais forte e anseia por riqueza escolherá? Ele escolherá ser leal à sua consciência ou se curvará à realidade? Essa questão divide o pai e o filho em um conflito entre as duras realidades do mundo e a simplicidade de suas tradições.
O filme apresenta a transformação de uma criança de seguir as regras para gradualmente cruzar os limites morais. Conforme o tempo passa, o público vê o medo de Liao Jie quando ele conheceu o chefe Xie, para sua aceitação posterior e, finalmente, para sua dúvida e retorno aos valores de seu pai.

## Elenco
- Bai Run-yin como Liao Jie[2]
- Liu Kuan-ting como Liao Tai-Lai[2]
- Akio Chen como Boss Xie (Old Fox)[2]
- Eugenie Liu como  Lin Chen-Chen[2]
- Mugi Kadowaki como Yang Jun-Mei[2]
- Jag Huang
- James Wen

## Produção
Lǎo hú li foi produzido pela BIT Production Co., Ltd. com Tomorrow Together Capital; Bossdom Digiinnovation Co., Ltd.; Toei Video Co., Ltd. (Japão); Angelic-Founder Co., Ltd.; Dream Mall Showtime Cinema Co., Ltd.; Sky Films Entertainment Co., Ltd.; Backer-Founder Co., Ltd. Foi produzido executivo por Hou Hsiao-Hsien, Osaka Fumiko e Elisa YH Lin.

## Lançamento
Lǎo hú li foi selecionado para ser exibido na seção World Focus (Taiwan Cinema Renaissance) no 36º Festival Internacional de Cinema de Tóquio, onde o filme teve sua estreia mundial em 27 de outubro de 2023. Foi lançado nos cinemas em Taiwan em 24 de novembro de 2023.